# 生育意識
生育意識是指一些用來判斷女性月經週期中可孕期（危險期）和不孕期的方法。這些方法可用于避孕、助孕或监测性健康和生殖健康。若用此方式來避孕，每年依然會約有15%的女性會懷孕。若完全精准的監測，怀孕率为1%至12%不等，若以一般情形下進行監測，怀孕率为2%至34%不等，具体懷孕率取決於所使用的方法 。生育意識包括识别可孕信号（基础体温、子宮頸粘液和宫颈位置）、月经周期記錄、或使用尿液测试条（即排卵試紙）。在最多达10天的可孕期（危險期）内，应實行性禁慾或使用其他避孕方法。有些生育意識方法可以用应用程序或用生育能力測試儀器來協助 。
生育意識没有直接的副作用，不過無法通過此方法來预防性傳染病（STI）。若是青少女、月经不規律、睡眠不规律，生育意識也會失效。
截至2020年為止，全球约有3300万女性使用此類避孕方法（占總避孕人數的3.5%）。美国的比例也差不多，约为3.4%。 自古以来就已经有一些关于生育及避孕的知识；不過一直到1920年至1970年期间，才有人提出用生育意識手段來避孕。这些措施实施的成本很低廉。

## 種類
生育意識為基礎的生育控制方法，主要可以分為五種：Calendar-based methods、以子宮頸粘液為基礎的方法、以基础体温為基礎的方法、症狀體溫法（symptothermal method）以及以尿液荷爾蒙為基礎的方法，也可以將幾種方法一起使用。
基础体温、子宮頸粘液以及子宮頸位置是三種主要的可孕信号（fertility sign）。以症狀為基礎的方法會追蹤一種或是多種可孕信号。只根據子宮頸粘液的方法包括比林斯排卵法、克賴頓模式以及TwoDay Method。症狀體溫法（Symptothermal methods）結合了觀測基礎體溫（BBT）、子宮頸粘液，有時也包括子宮頸位置。Calendar-based methods會記錄女性的月經週期，以月經週期的長度來識別可孕期（fertile window）。其中最著名的方法是Standard Days Method。Calendar-Rhythm method也視為是一種Calendar-based methods，不過沒有明確的定義，對不同的人也會有不同的定義。
生育意識系統可以視為是以生育意識為基礎的方法，生育意識方法（Fertility Awareness Method，FAM）特指Toni Weschler所建立的系統。有時也會用自然家庭計劃一詞來指使用生育意識方法、泌乳停經法或是避免在可孕期時性交的避孕方式，而可孕期的識別可以用生育意識裡的任一種方法來進行。
女性在分娩之後為小孩哺乳，在哺乳的期間不會排卵，若以此方式進行避孕，稱為泌乳停經法。泌乳停經法和生育意識不同，但兩者都不需要避孕用品。因此泌乳停經法也常會視為是自然生育控制的方式。
在天主教或是一些基督教的教派裡，自然生育控制是指生育意識的避孕方式，這些教派認為這是唯一教會核可的生育控制方式。

## 醫療使用
生育意識可以用來監控生殖健康，月經週期的變化可以提醒婦女可能有潛在的婦科問題。也可以用生育意識協助診斷一些婦科問題，例如不孕。
- 可以用生育意識進行避孕，或是協助節育。
- 實施生育意識可以對女性身體的運作有更多的了解，也讓女性比較可以掌控其６６及不孕期。
- 有些以症狀為基礎的生育意識需觀察或觸摸子宮頸黏液，這會讓一些女性感到不安。有些方式會改用「子宮頸液體」一詞，讓女性比較容易接受此一作法。
- 有些藥物（例如去充血劑（英语：Decongestant））會影響子宮頸黏液。因此婦女若服用這類藥物，無法從子宮頸黏液準確判斷可孕期[13]。
- 有些以症狀為基礎的方式需要追蹤基礎體溫。睡眠不規律會干擾基礎體溫的準確性。夜班工作者或是有嬰兒的婦女可能無法使用此方法[13]。
- FA需要每日進行詳細的記錄，有些婦女會認為太花時間，而且細節要求很複雜。

### 避孕
月經週期裡有不會懷孕的不孕期（安全期），若限制女性和其性伴侶的不安全性行為（不使用屏障法保護的性行為）只在不孕期進行，就可以避免懷孕。在月經週期中的可孕期裡，他們可以不進行性行為，也可以用屏障法（例如保險套）避孕。
生育意識避孕的有效性，和其他避孕類似，可以用二種方式評估。完美使用的有效比率只計算完全依照相關規則監測、正確識別可孕期、並且在可孕期內完全不進行不安全性行為的女性。實際使用或是一般使用的有效比率，則包括所有用生育意識進行避孕的女性，其中包括沒有完全依照生育意識規則的人。比率一般會考慮第一年使用的情形。最常見的是用佩尔指数來計算有效比率，不過有些研究會用遞減表。
生育意識失效率的數據變化範圍很史，依照所使用識別可孕期的系統、instructional method以及研究的人口而不同。有些研究認為實際使用的失敗率為每年25%以上。至少有一個研究指出，在連續密集教練以及每月評核的情形下，一年的失效率可以低於1%，許多研究指出實際失效率在每年2%至3%
若是正確及持續的使用（也就是完美使用），再配合後續的教練，在研究的條件下，有些研究指出有生育意識的成功率可以到99%。
依照Contraceptive Technology的資訊：
- ovulation法（從月經後到排卵期之間進行性禁慾），完美使用的失效率是每年1%。
- 症狀體溫法完美使用的失效率是每年2%。
- 只根據子宮頸黏液的方法，完美使用的失效率是每年3%。
- Calendar rhythm完美使用的失效率是每年9%。
- Standard Days法完美使用的失效率是每年5%。

一般使用的效果會比完美使用要低，原因有以下幾項：
- 使用者刻意的不依生育控制方式進行（在可孕期時進行沒有避孕措施的性行為）。
- 教授生育意識實施方式一方的失誤（教授者對於相關規則，提供不正確或是不完整的資訊）。
- 使用者的失誤（誤解規則或是相關的圖表）。

導致成功率較低的原因中，最常見的是使用者刻意的不依生育控制方式進行—也就是進行性行為的雙方知道若當天進行沒有避孕防護措施的性行為，女方有可能懷孕，但仍進行性行為。這類似屏障法避孕的主要失效原因，也就是在進行性行為時沒有使用屏障法。

#### 優點
- 此方法不會有藥物相關的副作用[14]。
- FA事前的成本很低，使用者在事前的成本包括聘請教練協助，買電腦軟體、相關圖表、基礎體溫溫度計。相較於其他方式，成本很低。
- FA可以配合屏障法使用，因此雙方在可孕期仍可以有性行為。若是沒有配合FA的屏障法，雙方只要進行性行為都需要有防護措施，配合FA的屏障法，雙方只有在可孕期的性行為才需要防護措施。
- 若雙方使用FA法避孕，後來計劃要懷孕，可以立刻切換，而且FA也以用來協助受孕。

#### 缺點
- 若要在可孕期進行性行為，需要用屏障法或是其他方式避孕，不然這段時間就要禁慾。若要讓每年的懷孕風險降到1%以下，每次月經週期平均會有13天要禁慾或是需要其他避孕措施[21]。若女性的月經週期很不規則（例如在哺乳、更年期，或是有多囊卵巢綜合症之類的疾病）就無法預估可孕期，此法就和禁慾法或是屏障法類似，整個月經週期都要禁慾或是其他避孕措施。
- 一般使用的成功率比其他避孕方法要低[29]。
- 生育意識無法避免性傳染病的傳播[30]。

## 技術

### 可孕信號
大部份的月經週期都會有一開始幾天不孕的期間（排卵期前不孕，pre-ovulatory infertility），接著會有幾天的可孕期，之後又會有一段不孕的期間（排卵期後不孕，post-ovulatory infertility）,一直到月經為止。月經出血的第一天算是月經週期的第一天，生育意識中有許多不同的系統計算可孕期及不孕期，使用的方式略有不同，主要是靠可孕信號（Fertility sign）、月經週期記錄（cycle history）或是兩者都有。
可孕信號主要有以下的三種：基礎體溫（BBT）、子宮頸黏液以及子宮頸位置。使用以症狀為基礎生育意識方式的女性可以選擇其中一種信號或是多種信號。許多女性會經歷到其他的可孕信號，也可以用來輔助識別可孕期及不孕期，這些輔助的信號有腹痛和沈重感、背痛、乳房疼痛及排卵痛。

#### 基礎體溫
這一般是指在早晨第一次醒來時量測的體溫（或是在一天最長睡眠時間後醒來所量測的體溫）。真正的基礎體溫只能用每天持續的體溫量測得到。女性排卵時的基礎體溫會上昇0.2º至0.5 °C（0.5至1.°F）之間，會持續到下次月經為止。基礎體溫的上昇可以用來偵測排卵期後不孕。

#### 子宮頸黏液
子宮頸黏液的出現以及外陰的感覺常一起提及是偵測同一個體徵的兩種不同方式。子宮頸黏液是由連接陰道以及子宮的子宮頸所產生，可孕期的子宮頸黏液會減少陰道的酸性，讓精子的存活率提高，也幫助精子到達子宮頸，進而進入子宮。可孕期的子宮頸黏液分泌是因為雌激素而引起的，雌激素也會讓女性預備排卵。女性透過觀查其子宮頸黏液，並且注意其通過外陰時的感覺，可以知道身體要預備排卵，若已經排卵過了，也可以知道。排卵時的雌激素會略為降低，而孕酮會開始上昇。孕酮的上昇會讓外陰觀測到子宮頸黏液的質和量都有明顯變化。

### 月經週期記錄
Calendar-based system可以依照月經週期記錄判斷排卵前的不孕以及排卵後的不孕。若用在避孕上，完美使用的失效率略高於症狀體溫法，但和避孕隔膜和宫颈帽等屏障避孕法相當。
子宮頸黏液和基礎體溫若用來避孕上，其偵測排卵後不孕的效果很好，完美使用的失效率非常低。但這兩種方法在偵測排卵前不孕就有限制了。若只看溫度紀錄，無法識別可孕期或是排卵前的不孕期。排卵前不孕期的識別要靠沒有可孕期的子宮頸黏液來識別，不過這樣偵測排卵前不孕期的失效率，會高於比排卵後不孕期的失效率。只靠觀測子宮頸黏液的方式也表示在月經時不允許進行無避孕措施的性行為，因為那時經血會影響子宮頸黏液的觀測。
用特定的規則來確定排卵前不孕期的長度，可以在月經週期前幾天還可以進行無避孕措施的性行為，此時的懷孕機率不是零，但非常的低。若只觀測子宮頸黏液，有可能錯誤的識別月經週期，或是將異常的無排卵出血視為月經。若用基礎體溫表，再配合排卵前不孕期長度的規則，可以準確的識別月經。在只用基礎體溫的避孕法下，只能用calendar rule來偵測排卵前不孕。若是使用症狀體溫法，可以用子宮頸黏液來確認calendar rule，若依calendar rule為不孕，但檢測到可孕期的子宮頸黏液，仍視為是可孕期。
Calendar rule可以設定標準的天數，標示月經週期的前三天到前六天（依之前月經週期長度而定）是不孕期，也可以用計算的方式，例如讓月經前的不孕期等於女性以往最短月經週期再減21天。除了這些有關月經週期長度的方式外，Calendar rule也可以用女性觀察到的基礎體溫上昇為準。有一種算法是讓月經前的不孕期等於以往最短的基礎體溫上昇日再減7天。

### 其他
排卵試紙可以用婦女尿液中黄体生成素（LH）檢測是否即將排卵。若排卵试纸結果為陽性，多半在12至36小時後會排卵。
若正確使用唾液顯微鏡，可以檢測到排卵之前，唾液的羊齒狀結構（ferning structure）。羊齒狀結構多半會在排卵前的三天出現，一直持續到排卵為止。在這段期間內，子宮頸黏液也會和唾液一樣有羊齒狀結構。
電腦化的fertility監測器（像是Lady-Comp）已有許多不同的品牌商品。有些監測器只參考基礎體溫，有些會分析尿液試紙，有些會進行症狀體溫相關的觀測，有些會分析唾液和陰道分泌液體的電阻值，也有些會綜合考量多種因素。
馬凱特大學開發一種荷爾蒙症狀為基礎的方法，是仵用ClearBlue Easy fertility監測器來識別可孕期。監測器會量測雌激素和LH以確認高峰日。此方法也適用在產後、哺乳期間以及前停經期，相較於其他方法，此方法的禁慾期間較短，有些人較喜歡此方法，因為監測讀值是客觀的，不會像基礎體溫一樣，受到睡眠品質影響。

## 歷史

### Calendar-based method的發展
目前還不確定誰最早發現女性有週期性可預測的可孕期及不孕期。在猶太教《塔木德》的實務Niddah就已清楚提到，婦女只有在一個月的特定時期才可能懷孕，似乎就是指排卵期。希波的奥古斯丁在公元388年寫到週期性的性禁慾，以避免懷孕（摩尼教試圖用這個方式自愿性无子女，奥古斯丁譴責他們的行為）。有一本書提到週期性的性禁慾「自從十九世紀起就是一些世俗的思想家所建議的作法。」。不過在二十世紀時生育意識為基礎的避孕方式盛行，主要還是因為天主教會的推動。
丹麥婦科醫師Theodoor Hendrik van de Velde在1905年時發現婦女在一次月經週期中只會排卵一次。日本婦科醫師荻野久作和奧地利的Hermann Knaus在1920年代時各自發現排卵之後大約十四天，就會是下一次的月經。荻野久作以此發展出公式，幫助不孕的女性，找到性交後較容易懷孕的時期（可孕期） 。荷蘭的羅馬天主教醫師John Smulders在1930年以此發現設計了避孕的方法。Smulders和荷蘭的天主教醫學組織將其著作發表，這是第一個正式有關週期性性禁慾的系統，也就是安全期。

### 體溫法以及子宮頸粘液法的出現
德國天主教神父Reverend Wilhelm Hillebrand在1930年代發展了以基礎體溫為基礎的避孕系統。大家發現此方式在避孕上比calendar-based method要有效。接下來的數十年內，天主教會普遍使用這二種方式避孕。教皇庇護十二世曾在1951年二次發表講說，對於想要避孕的夫婦，天主教會最高程度的認可使用這二種系統避孕。澳洲醫師約翰·比林斯在1950年代初期在墨爾本天主教家庭福利部工作時，發現子宮頸粘液和生育能力之間的關係。比林斯和包括他太太伊芙琳·比林斯（Evelyn Billings）在內的數位醫師，後續花了幾年研究相關的症狀，在1960年代末期開始臨床試驗，並且在全世界建立相關的教學中心。

### 教授以症狀為基礎的方法
比林斯醫師一開始是同時教授體溫以及子宮頸黏液症狀，但在開發中國家裡，很難將體溫法教授大量不識字人員。在1970年代他們修改了方法，只考慮子宮頸黏液。Billings醫師建立的組織為World Organization Ovulation Method Billings。
第一個教授症狀體溫法的機構是在1971年所建立。比林斯和一名天主教平信徒Sheila Kippleyhe加入Konald Prem醫師的組織，教授以體溫、子宮頸黏液以及子宮頸位置三種症狀的症狀體溫法。此組織在代稱為Couple to Couple League International。一些目前大型的天主教機構也在接下來的十年內建立，例如教授比林斯方式的Family of the Americas（1977年），以及Pope Paul VI Institute（1985年）教授一種只以黏液為基礎的避孕法，稱為基頓模式（Creighton Model）。
在1980年代之前，有關生育意識的資訊只有從天主教機構中取得。第一個教授生育意識的非天主教機構是紐約的Fertility Awareness Center，在1981年成立。Toni Weschler在1982年開始教授生育意識，在1995年出現了暢銷書《Taking Charge of Your Fertility》。加拿大的Justisse是在1987年在加拿大的埃德蒙顿成立。這些機構都教授症狀體溫法。雖然天主教組織比非天主教的生育意識運動要大很多，不過在1990年代起，出現了許多獨立的非天主教生育意識教授者。